# Panda i banda (film)
Panda i banda (ros. Большое путешествие) – rosyjski film animowany z 2019 roku.  

## Fabuła
Niedoświadczony bocian przynosi małą pandę pod niewłaściwy adres. Niedźwiedź, który odebrał przesyłkę decyduje się dostarczyć malucha do jego właściwego domu. W wyprawie towarzyszą mu wilk, tygrys i zając. 

## Obsada (dubbing)
- Dmitrij Nazarow - Mic-Mic (niedźwiedź)
- Maksim Gałkin - Oscar (zając)
- Wasilij Rowienskij mł. - dziecko (panda)
- Filipp Kirkorow - książę (pelikan)
- Diomid Winogradow - Janusz (wilk)
- Aleksiej Worobjow - Amur (tygrys syberyjski)
- Tatiana Nawka - mama (panda)
- Irina Kiriejewa - wiewiórka/kaczka
- Anastasija Rieszotnikowa - kaczka
- Siergiej Smirnow - Carl  (pyton siatkowy)
- Wasilij Rowienskij - łoś